# Ciclismo ai Giochi della XXIX Olimpiade
Le gare di ciclismo ai Giochi della XXIX Olimpiade si svolsero dal 9 al 23 agosto 2008 a Pechino. Le gare su strada si svolsero lungo un percorso cittadino mentre le gare su pista presso il velodromo di Laoshan. Furono assegnati diciotto set di medaglie.
Rispetto ai Giochi di Atene 2004 fu introdotta la nuova specialità del BMX e furono soppresse le prove del chilometro da fermo maschile e dei 500 metri da fermo femminile.

## Calendario
| Strada | Uomini | in linea |          |  |  | crono |  |           |                                 |               |           |                  |  |     |   |               | 2  |
| Strada | Donne  |          | in linea |  |  | crono |  |           |                                 |               |           |                  |  |     |   |               | 2  |
| Pista  | Uomini |          |          |  |  |       |  | veloc.sq. | corsa a punti inseg.ind. keirin |               | inseg.sq. | madison velocità |  |     |   |               | 7  |
| Pista  | Donne  |          |          |  |  |       |  |           | inseg.ind.                      | corsa a punti |           | velocità         |  |     |   |               | 3  |
| M.B.   | Uomini |          |          |  |  |       |  |           |                                 |               |           |                  |  |     |   | mountain bike | 1  |
| M.B.   | Donne  |          |          |  |  |       |  |           |                                 |               |           |                  |  |     |   | mountain bike | 1  |
| BMX    | Uomini |          |          |  |  |       |  |           |                                 |               |           |                  |  | BMX |   |               | 1  |
| BMX    | Donne  |          |          |  |  |       |  |           |                                 |               |           |                  |  | BMX |   |               | 1  |
| Totale | Totale | 1        | 1        |  |  | 2     |  | 1         | 3                               | 1             | 2         | 3                |  | 2   | 1 | 1             | 18 |

|  | Qualificazioni |  | FINALI |

## Podi

### Uomini
| Evento                              | Oro                                                               | Prestazione | Argento                                                                   | Prestazione | Bronzo                                                           | Prestazione |
| Ciclismo su strada                  |                                                                   |             |                                                                           |             |                                                                  |             |
| Corsa in linea (dettagli)           | Samuel Sánchez                                                    | 6h23′49″    | Fabian Cancellara                                                         | s.t.        | Aleksandr Kolobnev                                               | s.t.        |
| Corsa a cronometro (dettagli)       | Fabian Cancellara                                                 | 1h02'11"    | Gustav Larsson                                                            | a 33"       | Levi Leipheimer                                                  | a 1'10"     |
| Ciclismo su pista                   |                                                                   |             |                                                                           |             |                                                                  |             |
| Inseguimento individuale (dettagli) | Bradley Wiggins                                                   | 4'16"977    | Hayden Roulston                                                           | 4'19"611    | Steven Burke                                                     | 4'20"947    |
| Inseguimento a squadre (dettagli)   | Regno Unito Ed Clancy Paul Manning Geraint Thomas Bradley Wiggins | 3'53"314 WR | Danimarca Casper Jørgensen Jens-Erik Madsen Michael Mørkøv Alex Rasmussen | 4'00"040    | Nuova Zelanda Sam Bewley Hayden Roulston Marc Ryan Jesse Sergent | 3'57"776    |
| Velocità (dettagli)                 | Chris Hoy                                                         | 9"815       | Jason Kenny                                                               | 9"857       | Mickaël Bourgain                                                 | 10"054      |
| Velocità a squadre (dettagli)       | Regno Unito Chris Hoy Jason Kenny Jamie Staff                     | 43"128      | Francia Grégory Baugé Kévin Sireau Arnaud Tournant                        | 43"651      | Germania René Enders Maximilian Levy Stefan Nimke                | 44"014      |
| Corsa a punti (dettagli)            | Joan Llaneras                                                     | 60          | Roger Kluge                                                               | 58          | Chris Newton                                                     | 56          |
| Keirin (dettagli)                   | Chris Hoy                                                         |             | Ross Edgar                                                                |             | Kiyofumi Nagai                                                   |             |
| Madison (dettagli)                  | Argentina Juan Esteban Curuchet Walter Fernando Pérez'            | 8           | Spagna Joan Llaneras Antonio Tauler                                       | 7           | Russia Michail Ignat'ev Aleksej Markov                           | 6           |
| Mountain bike                       |                                                                   |             |                                                                           |             |                                                                  |             |
| Cross country (dettagli)            | Julien Absalon                                                    | 1h55'59"    | Jean-Christophe Péraud                                                    | a 1'07"     | Nino Schurter                                                    | a 1'52"     |
| BMX                                 |                                                                   |             |                                                                           |             |                                                                  |             |
| Corsa BMX (dettagli)                | Māris Štrombergs                                                  | 36"190      | Mike Day                                                                  | 36"606      | Donny Robinson                                                   | 36"972      |

### Donne
| Evento                              | Oro                    | Prestazione | Argento               | Prestazione | Bronzo            | Prestazione |
| Ciclismo su strada                  |                        |             |                       |             |                   |             |
| Corsa in linea (dettagli)           | Nicole Cooke           | 3h32′24″    | Emma Johansson        | s.t.        | Tatiana Guderzo   | s.t.        |
| Corsa a cronometro (dettagli)       | Kristin Armstrong      | 34′51″      | Emma Pooley           | a 25″       | Karin Thürig      | a 59″       |
| Ciclismo su pista                   |                        |             |                       |             |                   |             |
| Inseguimento individuale (dettagli) | Rebecca Romero         | 3'28"321    | Wendy Houvenaghel     | 3'30"395    | Lesja Kalytovs'ka | 3'31"413    |
| Velocità (dettagli)                 | Victoria Pendleton     |             | Anna Meares           |             | Guo Shuang        |             |
| Corsa a punti (dettagli)            | Marianne Vos           | 30          | Yoanka González       | 18          | Leire Olaberria   | 13          |
| Mountain bike                       |                        |             |                       |             |                   |             |
| Cross country (dettagli)            | Sabine Spitz           | 1h45'11"    | Maja Włoszczowska     | a 41"       | Irina Kalent'eva  | a 1'17"     |
| BMX                                 |                        |             |                       |             |                   |             |
| Corsa BMX (dettagli)                | Anne-Caroline Chausson | 35"976      | Laëtitia Le Corguillé | 38"042      | Jill Kintner      | 38"674      |

## Medagliere
| Pos.   | Paese         | Oro | Argento | Bronzo | Totale |
| ------ | ------------- | --- | ------- | ------ | ------ |
| 1      | Regno Unito   | 8   | 4       | 2      | 14     |
| 2      | Francia       | 2   | 3       | 1      | 6      |
| 3      | Spagna        | 2   | 1       | 1      | 4      |
| 4      | Stati Uniti   | 1   | 1       | 3      | 5      |
| 5      | Svizzera      | 1   | 1       | 2      | 4      |
| 6      | Germania      | 1   | 1       | 1      | 3      |
| 7      | Argentina     | 1   | 0       | 0      | 1      |
| 7      | Lettonia      | 1   | 0       | 0      | 1      |
| 7      | Paesi Bassi   | 1   | 0       | 0      | 1      |
| 10     | Svezia        | 0   | 2       | 0      | 2      |
| 11     | Nuova Zelanda | 0   | 1       | 1      | 2      |
| 12     | Australia     | 0   | 1       | 0      | 1      |
| 12     | Cuba          | 0   | 1       | 0      | 1      |
| 12     | Danimarca     | 0   | 1       | 0      | 1      |
| 12     | Polonia       | 0   | 1       | 0      | 1      |
| 16     | Russia        | 0   | 0       | 3      | 3      |
| 17     | Cina          | 0   | 0       | 1      | 1      |
| 17     | Giappone      | 0   | 0       | 1      | 1      |
| 17     | Ucraina       | 0   | 0       | 1      | 1      |
| 17     | Italia        | 0   | 0       | 1      | 1      |
| Totale | Totale        | 18  | 18      | 18     | 54     |